# Национальный орден Заслуг (Парагвай)
Национальный орден Заслуг (исп. Orden Nacional al Mérito) — высшая государственная награда Парагвая.

## История
Орден был учреждён в 1825 году на внеочередном национальном конгрессе для поощрения граждан за заслуги перед государством.
Статут ордена был пересмотрен на основании закона № 394 от 7 сентября 1956 года.
В соответствии со статьёй 7 Президент Парагвая становится кавалером орденской цепи Заслуг в своём праве.

## Степени
Орден имеет семь классов:
- Кавалер орденской цепи
- Кавалер Экстра-Большого креста
- Кавалер Большого креста — знак ордена на чрезплечной ленте и звезда на левой стороне груди
- Гранд-офицер — знак ордена на шейной ленте и звезда на левой стороне груди
- Командор — знак ордена на шейной ленте
- Офицер — знак ордена на нагрудной ленте с бантом
- Кавалер — знак ордена на нагрудной ленте

## Описание

### Орденская цепь
Знак ордена представляет собой золотую пятиконечную звезду белой эмали с шариками на концах, между лучей звезды штралы, состоящие из трёх прямых лучиков, где средний больше боковых. За лучами звезды, но поверх штралов, положен венок зелёной эмали, состоящий из оливковой и пальмовой ветвей. В центре знака круглый медальон с широкой каймой синей эмали. В медальоне погрудный портрет Франсиско Солано Лопеса, на кайме надпись: вверху — «MARISCAL FRANCISCO SOLANO LOPEZ», внизу — «- HONOR ET GLORIA -».
К верхним штралам прикреплена металлическая лента, к которой крепится переходное звено в виде оливкового венка зелёной эмали, которое в свою очередь при помощи кольца крепится к орденской цепи.
Реверс знака отличается от аверса центральным медальоном — в центре год «1865», на кайме надпись: вверху — «PRAEMIVM», внизу — «MERITI».

Орденская цепь состоит из 14 звеньев, соединённых между собой двойной цепочкой. Чередующиеся между собой звенья:
- Знак ордена с изображением головы льва в медальоне
- Звезда ордена

### Остальные степени
Знак ордена представляет собой золотую пятиконечную звезду белой эмали с шариками на концах, между лучей звезды штралы, состоящие из трёх прямых лучиков, где средний больше боковых. За лучами звезды, но поверх штралов, положен венок зелёной эмали, состоящий из оливковой и пальмовой ветвей. В центре знака круглый медальон с широкой каймой синей эмали. В медальоне голова льва, на кайме надпись: вверху — «HONOR», внизу — «ET GLORIA».
К верхним штралам прикреплена металлическая лента, к которой крепится переходное звено в виде оливкового венка зелёной эмали, которое в свою очередь при помощи кольца крепится к орденской ленте.
Реверс знака отличается от аверса центральным медальоном — в центре год «1865», на кайме надпись: вверху — «PRAEMIVM», внизу — «MERITI».
Звезда ордена пятиконечная без эмали с широким бортиком. Между лучей штралы, состоящие из пяти разновеликих двугранных заострённых лучиков. В центре круглый медальон с широкой каймой. В медальоне голова льва, на кайме надпись: вверху — «HONOR ET GLORIA», внизу — «PRAEMIVM MERITI».
Звезда классов Экстра-Большой крест и Большой крест — позолоченная, класса гранд-офицер — серебряная.
 Лента ордена красного цвета с белыми полосками по краям и тремя полосками цветов государственного флага по центру (красная и синие полоски окаймлены с одной стороны тонкой белой полоской).